# Szoba (helyiség)

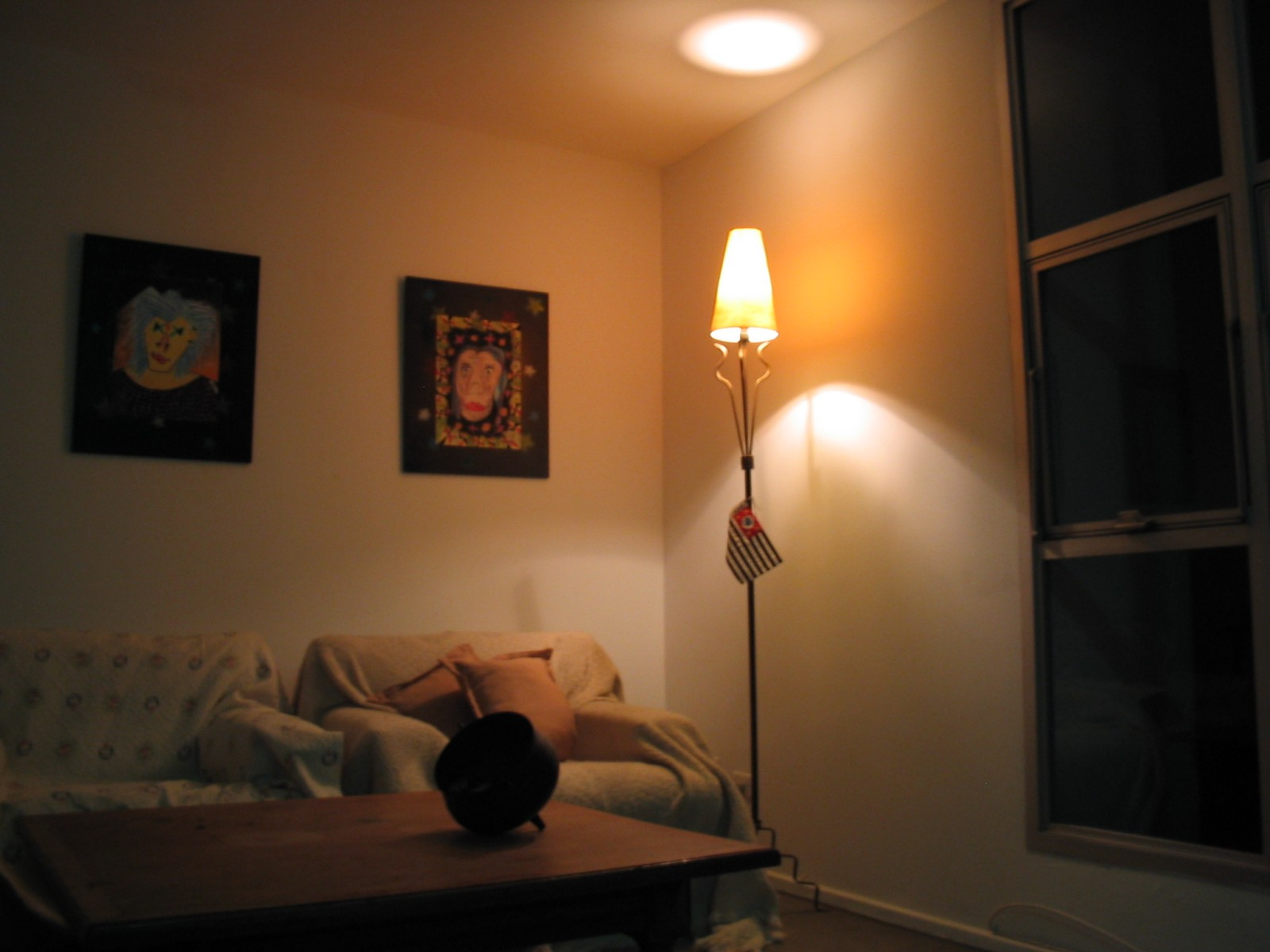
Nappali szoba

A szoba huzamosabb emberi tartózkodásra, különösen lakásra alkalmas, fűthető, meleg padlóburkolattal, valamint rendszerint ablakkal, ajtóval ellátott helyiség.
Szélessége általában 2 1/2 m-től kezdve 8-12 m-ig változik, mélysége 4-5 m-től 7-8 m-ig, magassága 2,80 m-től kezdve egész 6-8 m-ig. Ezeknél nagyobb méretű szobákat már inkább termeknek neveznek.
A legkisebb méretű szobák másik elnevezése kabinet. A régi magyar nyelvben a nagyobb szobát háznak is hívták. Egészségügyi és kényelmi szempontból a szoba fűthetőségének és megvilágításának, valamint szellőztethetőségének megfelelőnek kell lennie. 

## Változatai
Rendeltetésük szerint több, különböző típusú szoba különböztethető meg: 
- lakó- vagy nappali szoba;
- hálószoba;
- dolgozószoba;
- fürdőszoba;
- öltözőszoba (garderobe);
- előszoba;
- ebédlőszoba;
- gyermekszoba;
- cselédszoba, stb.

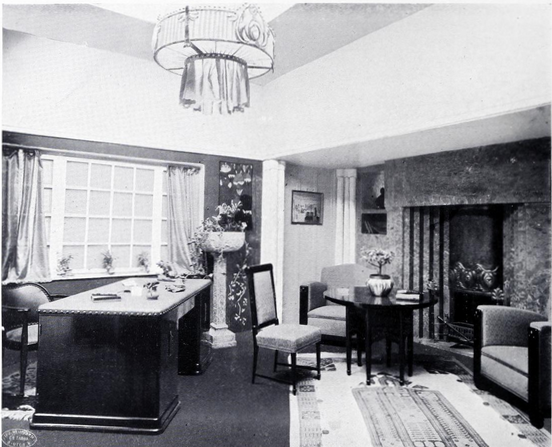
Úri dolgozószoba (1907)
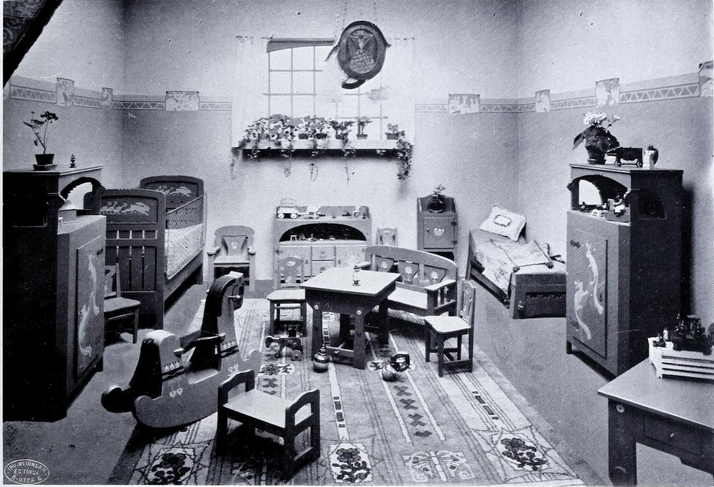
Gyermekszoba (1907)
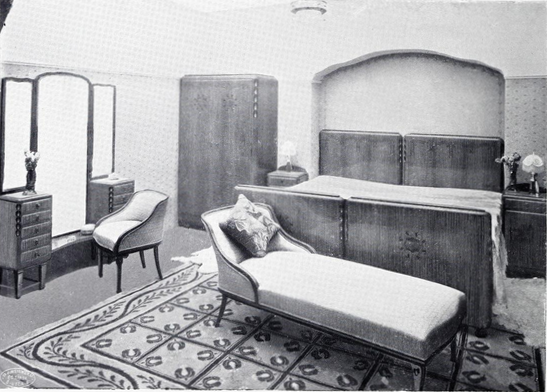
Hálószoba (1907)